# گویدو
گیدو ‎/ˈɡwiːdoʊ/‎ یک اصطلاح زبان عامیانه اغلب موهن برای طبقه کارگر شهری ایتالیایی آمریکایی است. گیدو کلیشه‌ای چند وجهی است. در اصل به عنوان یک اصطلاح تحقیرآمیز را برای آمریکایی‌های ایتالیایی‌تبار به کار گرفته می‌شده است.